# Lambach (Francia)
Lambach è un comune francese di 561 abitanti situato nel dipartimento della Mosella nella regione del Grand Est.

## Società

### Evoluzione demografica
Abitanti censiti